# Vladimirskaïa (métro de Saint-Pétersbourg)
Vladimirskaïa (en russe : Влади́мирская) est une station de la ligne 1 du Métro de Saint-Pétersbourg. Elle est située à proximité de la place homonyme et de la Perspective Vladimirski, dans le raïon Central, de Saint-Pétersbourg en Russie. 
Mise en service en 1955, elle est desservie par les rames de la ligne 1 du métro de Saint-Pétersbourg. Elle est en correspondance directe avec la station Dostoïevskaïa desservie par la Ligne 4 du métro de Saint-Pétersbourg.

## Situation sur le réseau

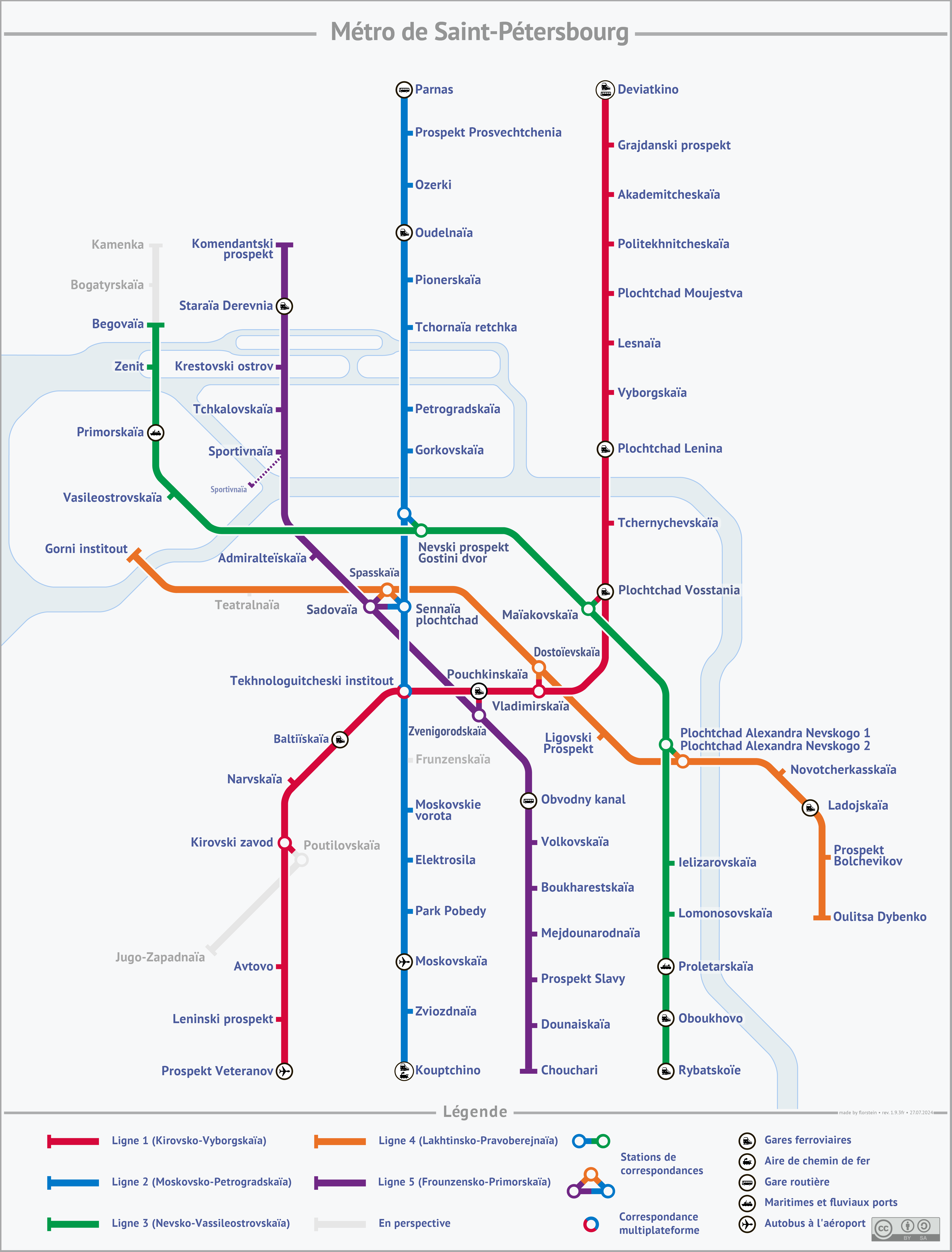
Plan du métro.

Établie en souterrain, à 55 mètres de profondeur, Vladimirskaïa est une station de passage de la ligne 1 du métro de Saint-Pétersbourg. Elle est située entre la station Plochtchad Vosstania, en direction du terminus nord Deviatkino, et la station Pouchkinskaïa, en direction du terminus sud Prospekt Veteranov.
La station dispose d'un quai central encadré par les deux voies de la ligne. 

## Histoire
La station Vladimirskaïa est mise en service le 15 novembre 1955, lors de l'ouverture à l'exploitation de la section de Avtovo à Plochtchad Vosstania. Elle doit son nom à celui de deux squares proches.
Le bâtiment d'accès est fermé de 2006 à 2008 pour un grand chantier : de restauration des parties architecturales et décoratives historiques, de mise à niveau notamment des escaliers mécaniques et de réorganisation des flux et des installations administratives et techniques.

## Services aux voyageurs

### Accès et accueil
Elle dispose d'un hall, en surface, situé dans un immeuble d'angle. Il est en relation avec le nord du quai par un tunnel en pente, équipé de trois escaliers mécaniques, prolongé par un long couloir avec quelques marches d'escalier fixe.

Installations
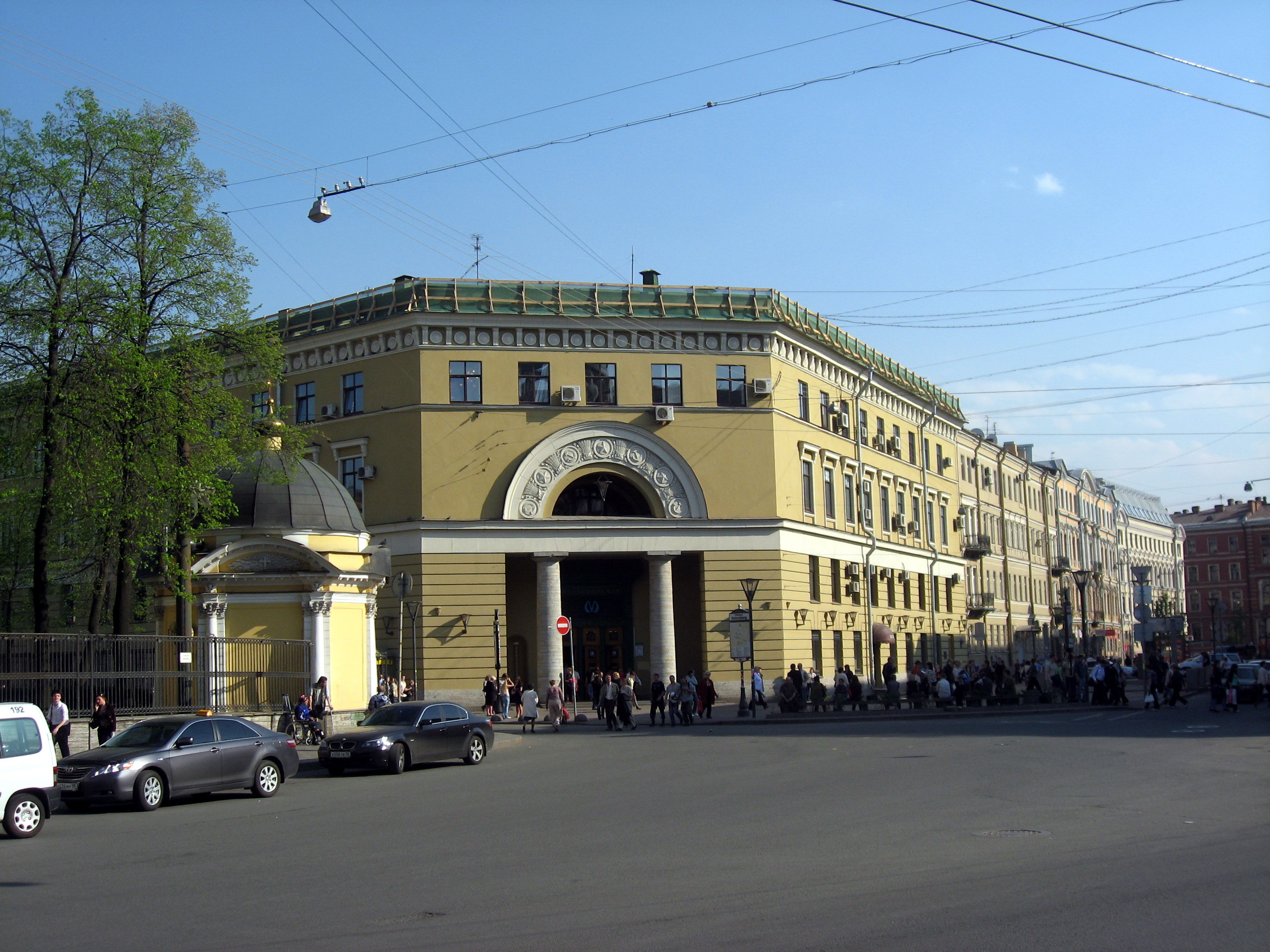
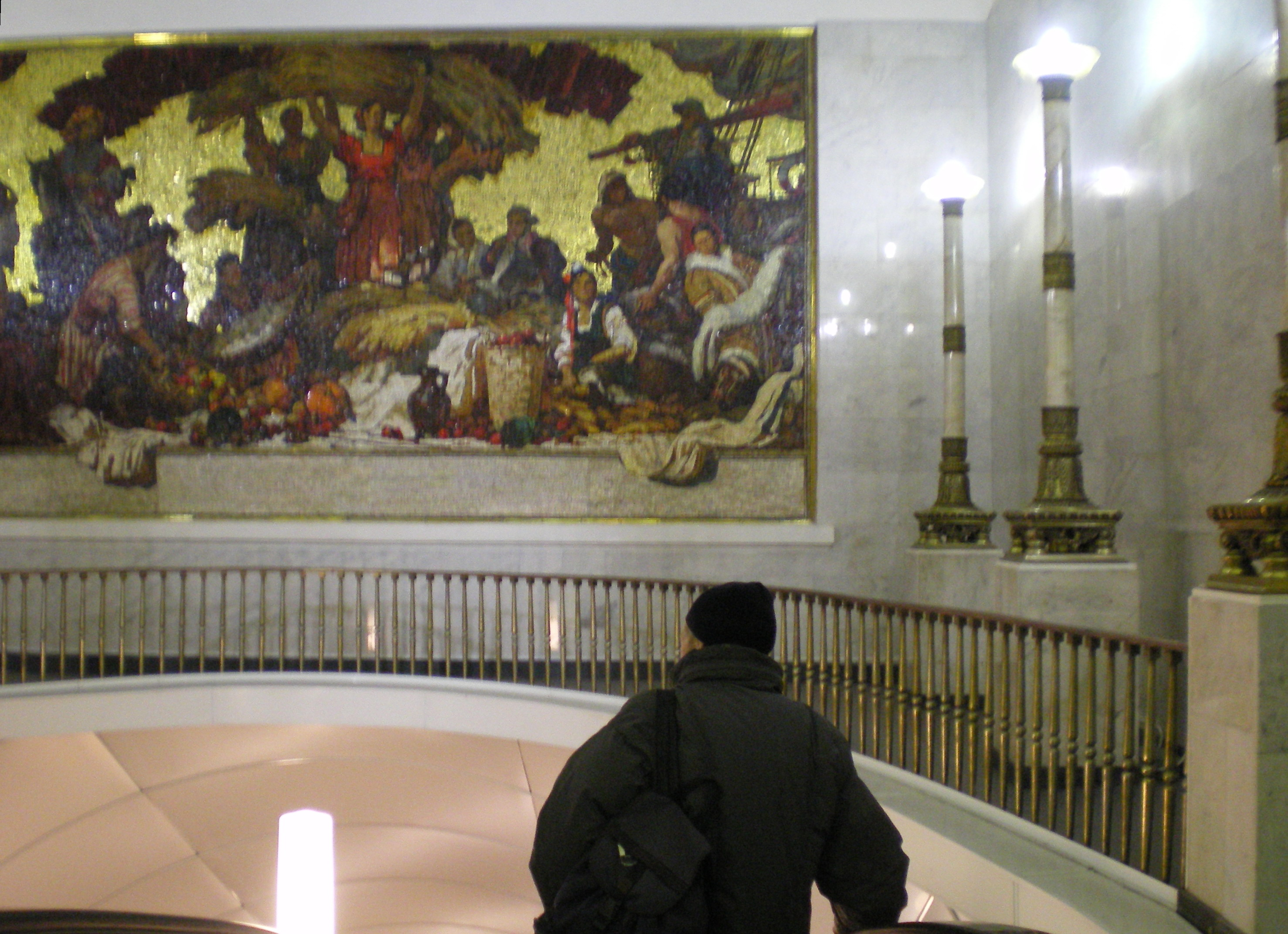
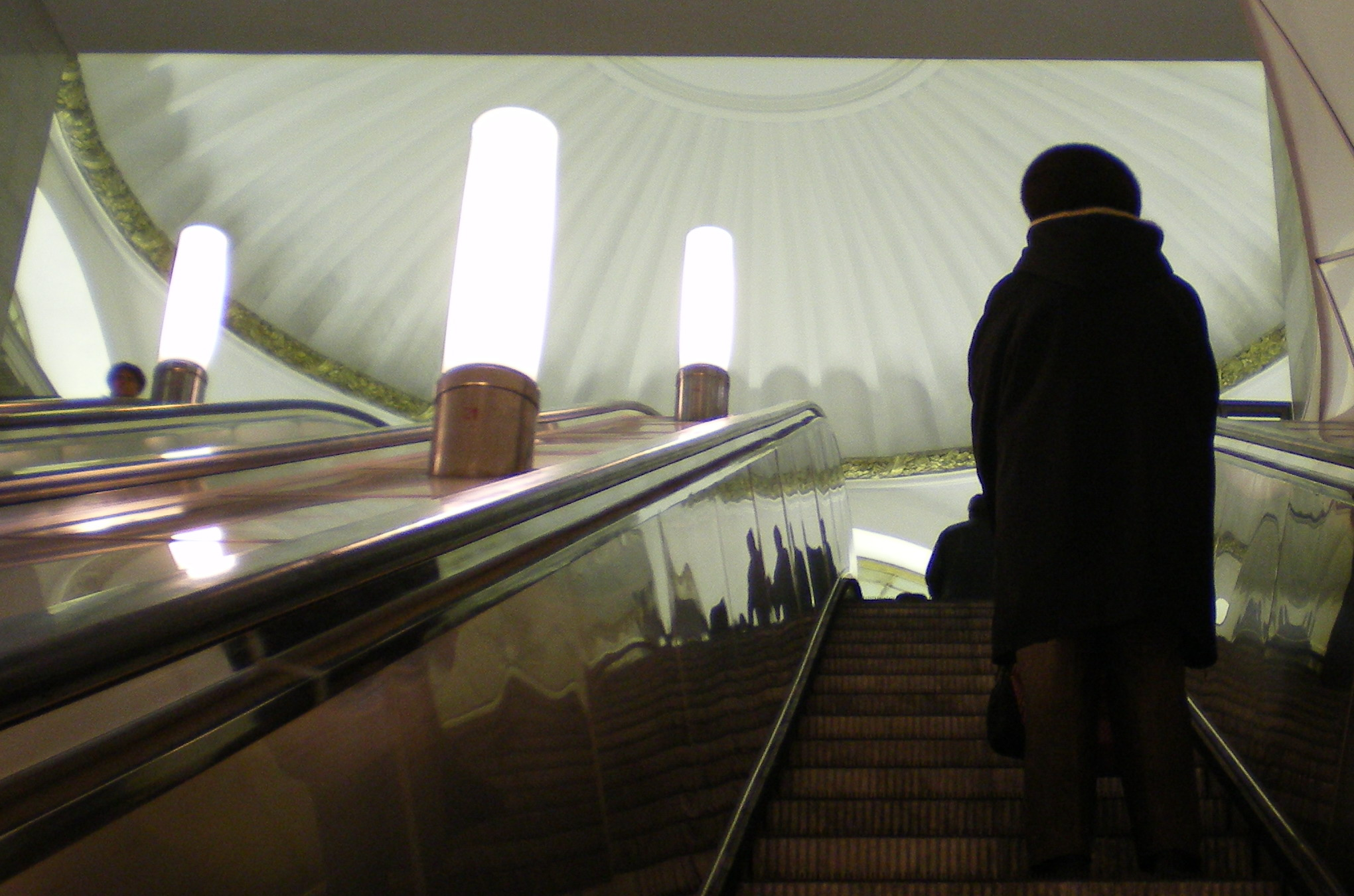

### Desserte
Vladimirskaïa est desservie par les rames de la ligne 1 du métro de Saint-Pétersbourg.

Installations et desserte
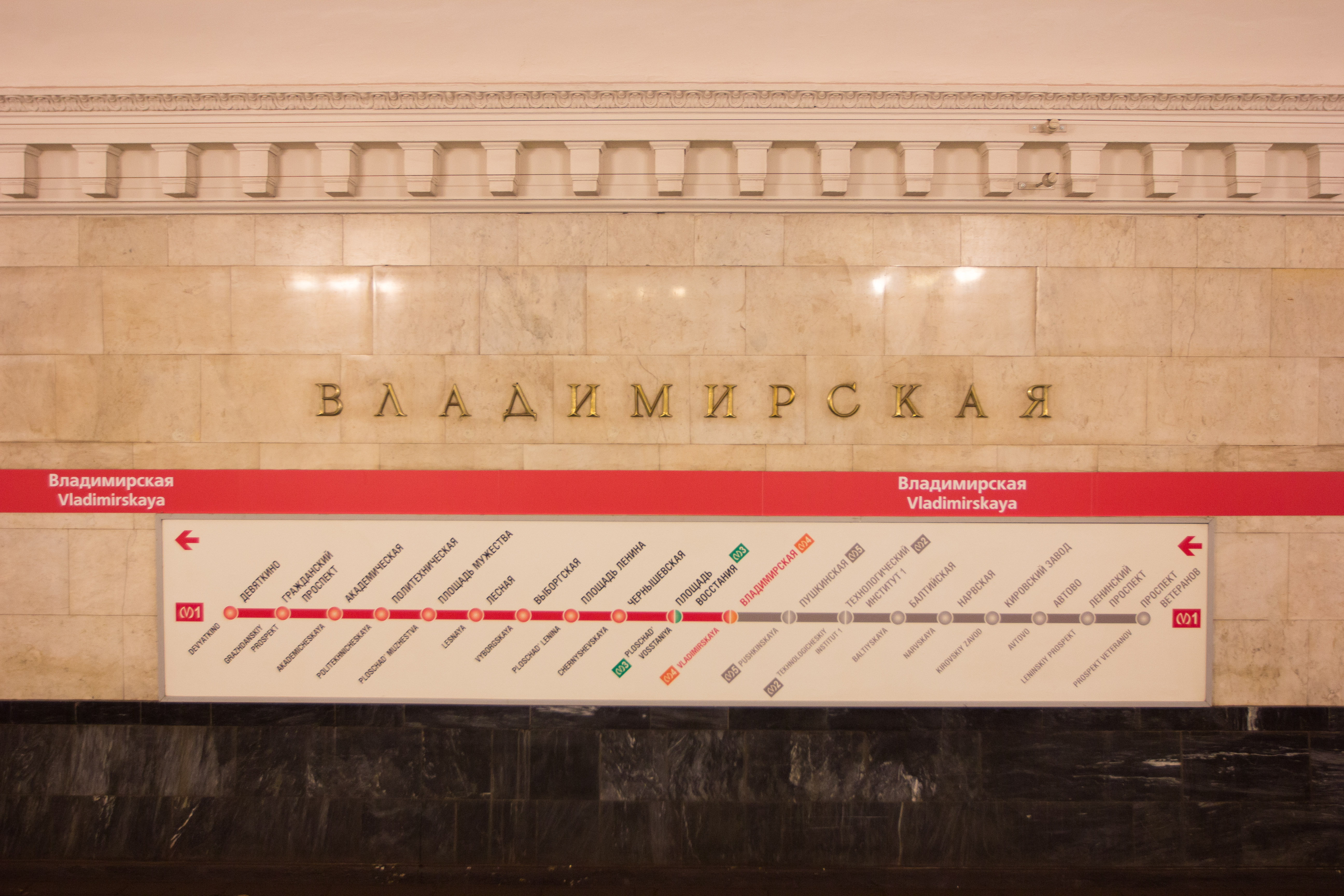
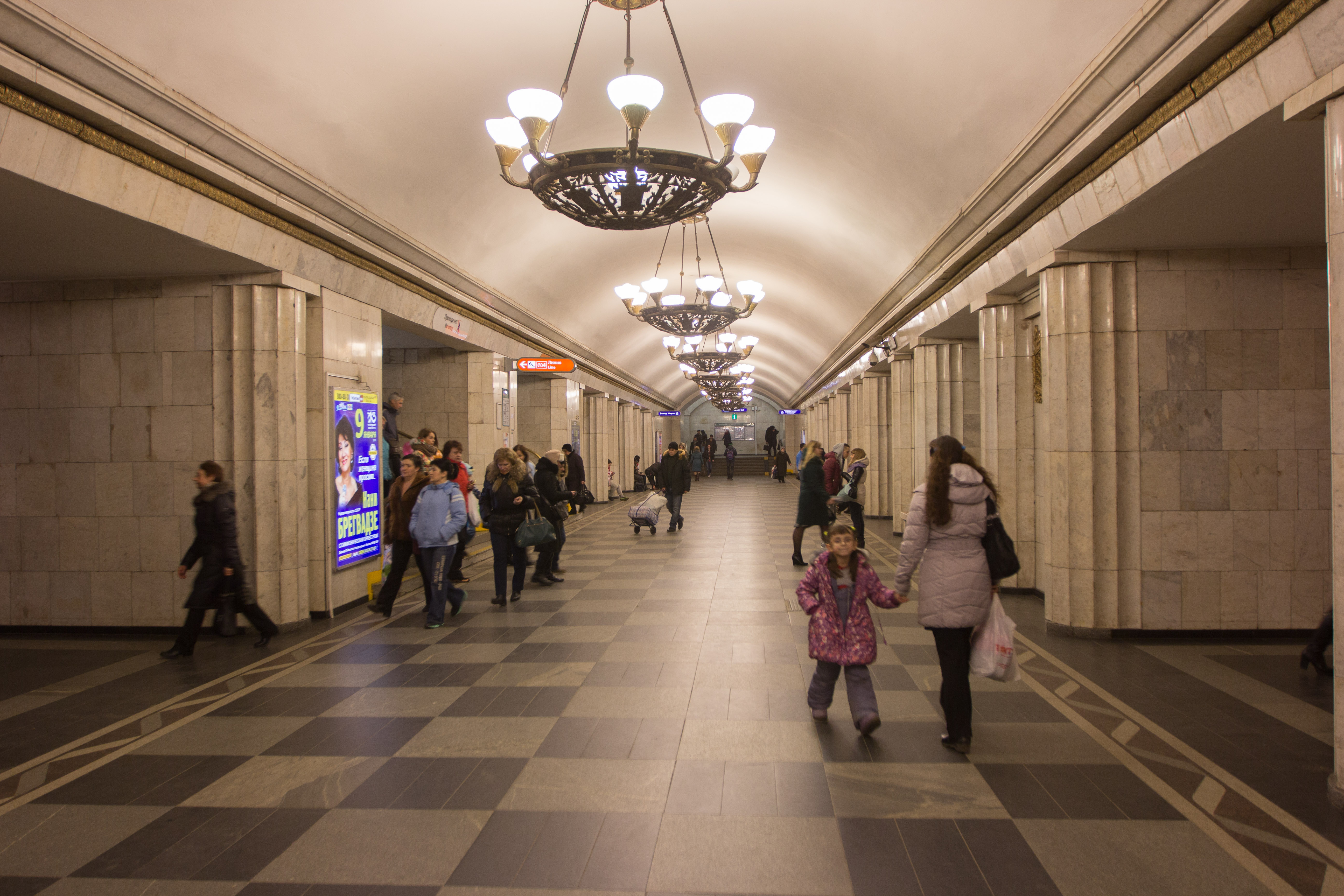
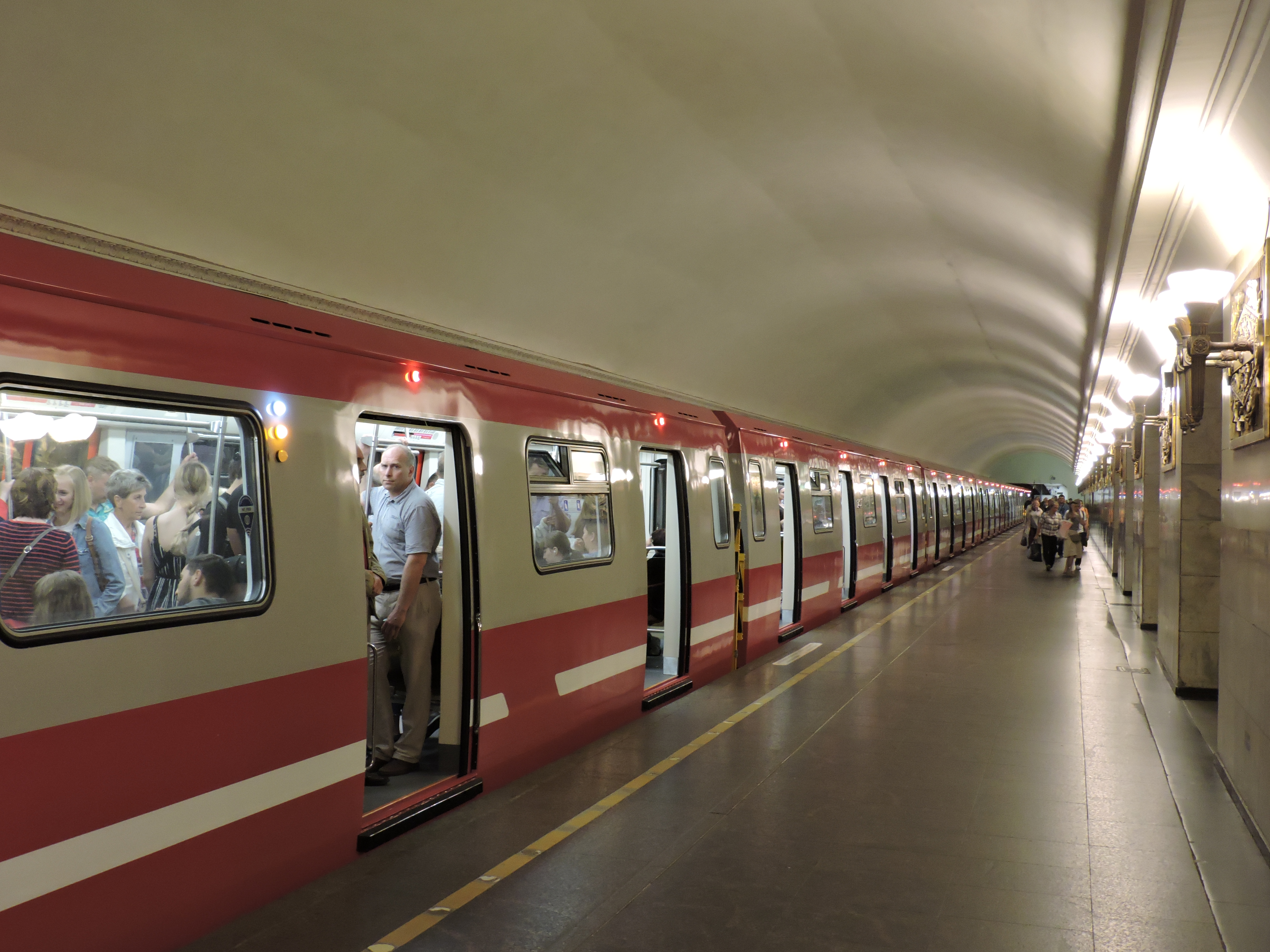

### Intermodalité
Elle dispose d'une correspondance directe avec la station Dostoïevskaïa desservie par la ligne 4 du métro de Saint-Pétersbourg, par un tunnel piétonnier de deux escaliers fixes donnant sur deux couloirs qui rejoignent un palier relié à l'est du quai par un tunnel en pente équipé de quatre escaliers mécaniques. À proximité : un arrêt des trolleybus de Saint-Pétersbourg est desservie par les lignes 3, 8 et 15 ; et des arrêts de bus sont desservis par plusieurs lignes.

## Patrimoine ferroviaire
La station est inscrite le 15 décembre 2011 au registre national unifié des sites du patrimoine culturel d'importance régional.

Détails architecture
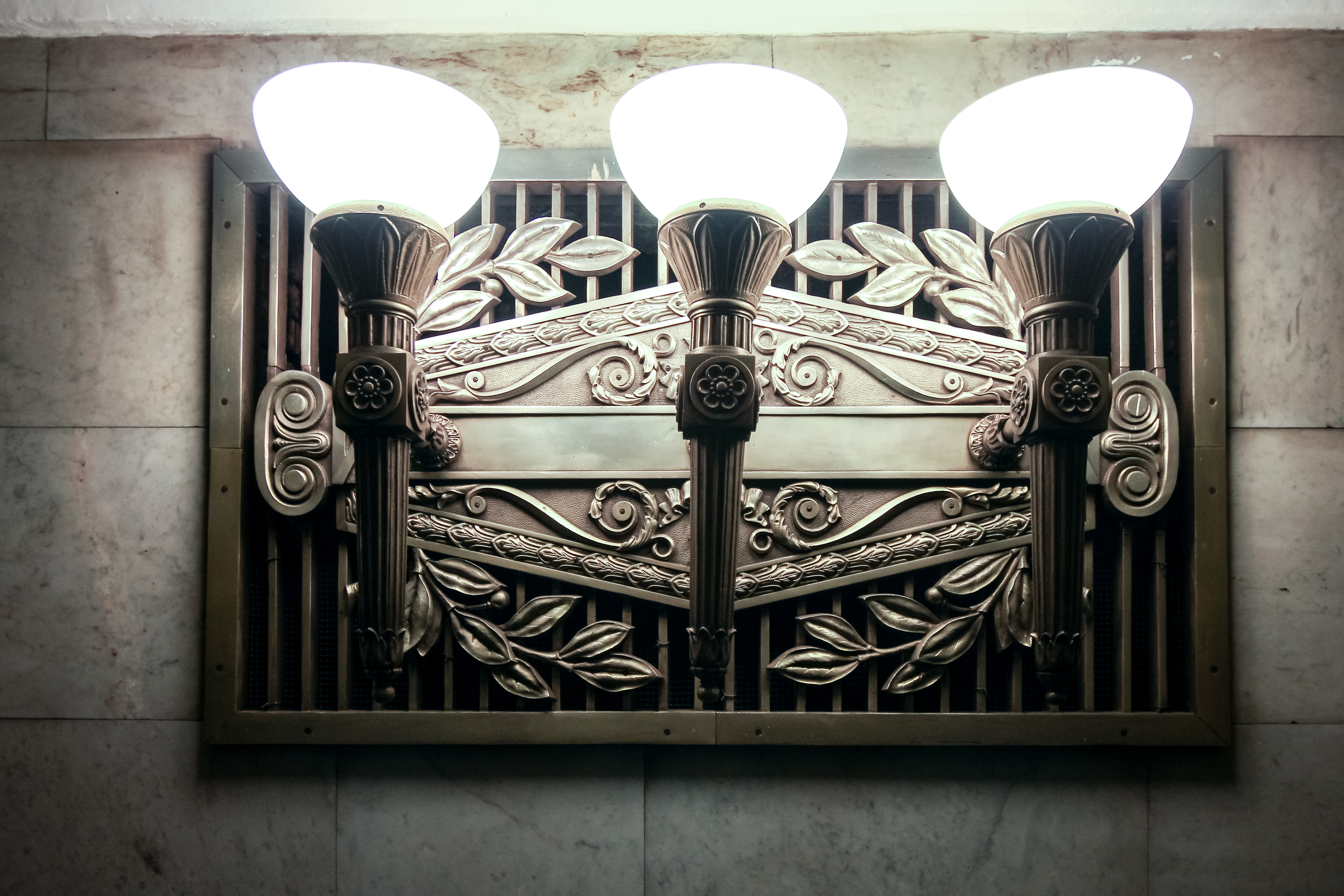
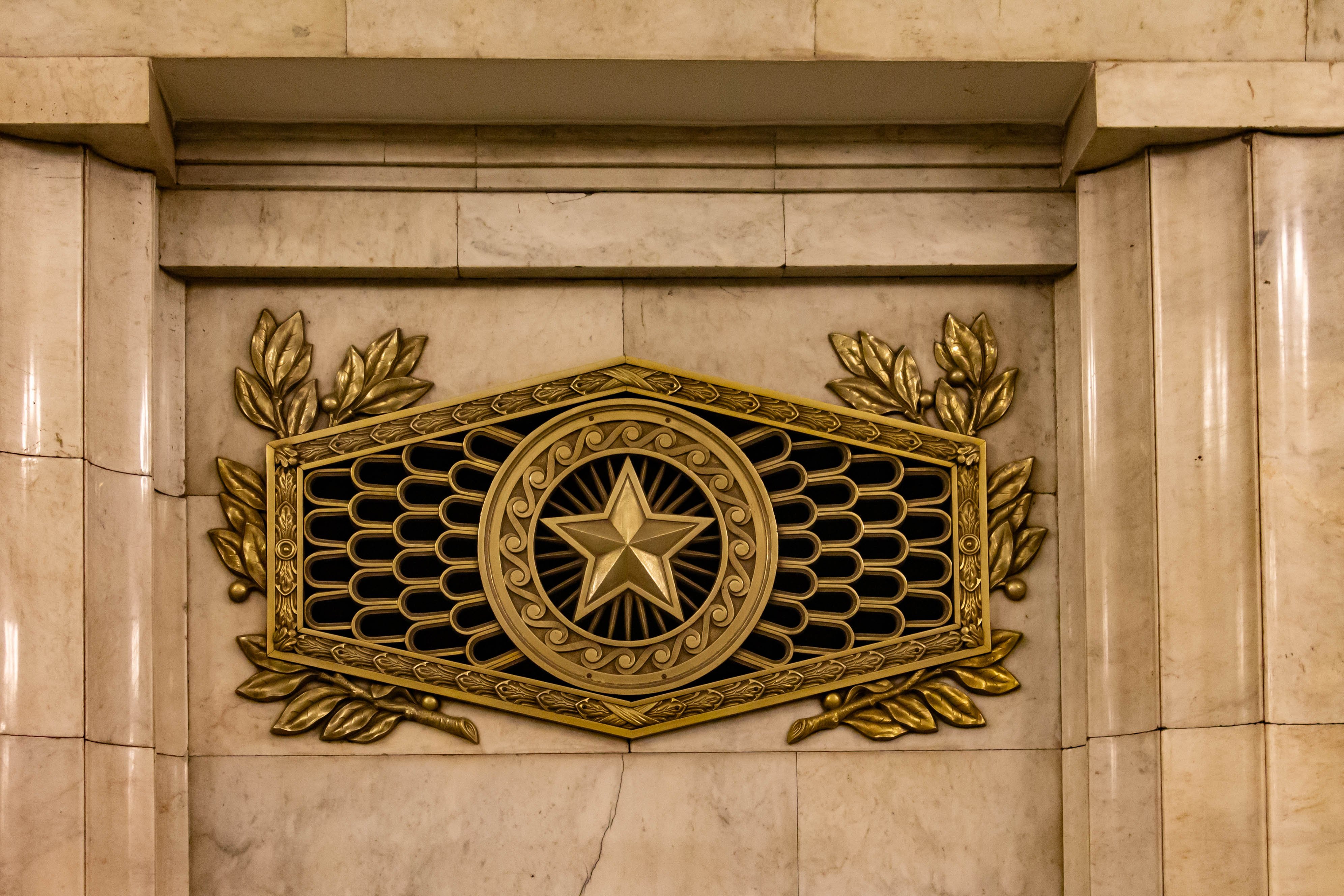
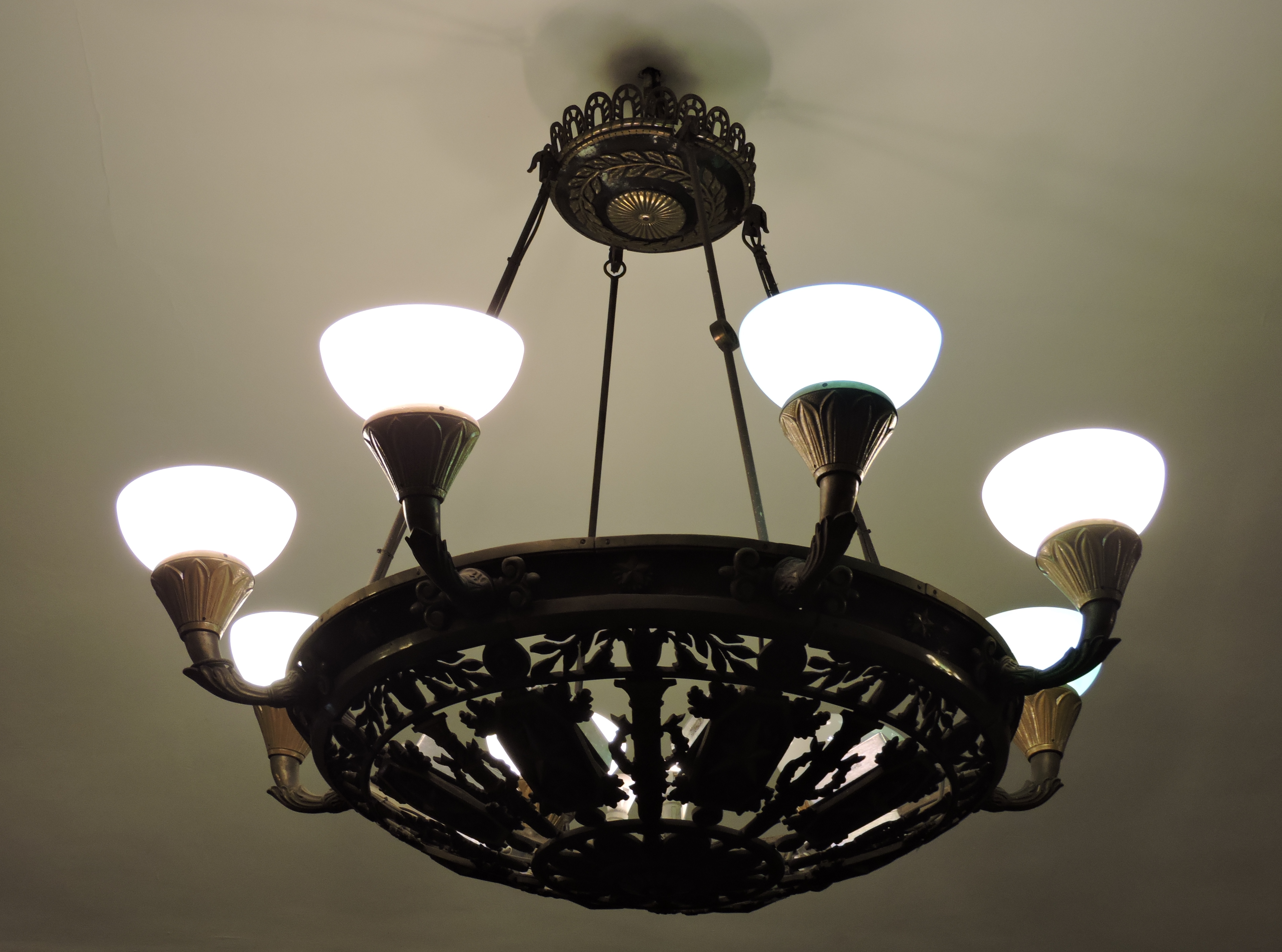

## À proximité
- Perspective Vladimirski
- Cathédrale Notre-Dame-de-Vladimir de Saint-Pétersbourg.